# Tacuta Júgo
Tacuta Júgo (立田 悠悟) (Sizuoka, 1998. június 21. –) japán válogatott labdarúgó.

## Klub
A labdarúgást a Shimizu S-Pulse csapatában kezdte.

## Nemzeti válogatott
2019-ben debütált a japán válogatottban. A japán válogatott tagjaként részt vett a 2019-es Copa Américán.

## Statisztika
| Japán válogatott | Japán válogatott | Japán válogatott |
| Időszak          | Mérk.            | gól              |
| ---------------- | ---------------- | ---------------- |
| 2019             | 1                | 0                |
| Összesen         | 1                | 0                |